# Club Deportivo Orientación Marítima
Maillots
Le Club Deportivo Orientación Marítima est un club de football espagnol basé à Arrecife.